# Adiós, luz de veranos
Adiós, luz de veranos (cuyo título en francés es Adieu, vive clartées) una novela autobiográfica de Jorge Semprún que se desarrolla durante el periodo previo a su partida al campo de concentración de Buchenwald.

## Presentación
“ Pronto nos hundiremos en la fría oscuridad. ; Adiós, luz brillante de nuestros veranos demasiado cortos ! »(Charles Baudelaire - Extracto de Las flores del mal )
Jorge Semprún, nacido en Madrid en 1923, futuro líder del PCE (Partido Comunista de España), no sólo es hijo de un diplomático republicano sino también nieto de un Primer Ministro del rey Alfonso XII. Accedió a la lengua francesa a través de Baudelaire, de quien tomó prestado el título de este libro “ Adiós, brillante claridad... » Durante una entrevista en 1998 precisó que este libro es “ la historia del descubrimiento de la adolescencia y el exilio, de los misterios de París, del mundo, de la feminidad. También, sobre todo sin duda, la apropiación de la lengua francesa. »
Adiós, luz de veranos evoca la nostalgia del exilio cuando se acerca lo más posible a la frontera española en Biriatou : “ En Biriatou, desde la terraza a la sombra del restaurante, contemplaba España, en la otra orilla del Bidasoa. El sol se estaba poniendo sobre el océano, invisible en la distancia. El horizonte de nubes ligeras y esponjosas, navegando contra un cielo pálido, aún estaba enrojecido por su inminente ausencia. La cercana España, prohibida, condenada a no ser más que un sueño para la memoria. Durante todo el día, la luz de agosto, que se evaporaba en la niebla de la tarde, había sido agitada, atravesada por los reflejos del otoño: resplandeciente, dorada, desmoronando un poco la densidad, la gordura del sol de verano. Septiembre ya se colaba en el paisaje, en la languidez renovada, en la obsolescencia de los colores, en la nostalgia rosa y azul de los parterres de hortensias. Orientada al sur, la terraza del restaurante Biriatou daba al curso del río Bidasoa. Las sombras de esta tarde parecían elevarse desde este húmedo desfiladero en las laderas de las colinas españolas de Elizondo, justo enfrente, hacia el sur; Fuenterrabía, al oeste.
Habló largo y tendido sobre el período anterior a su deportación a Buchenwald. Ha escrito varios libros sobre su terrible experiencia en este campo, en particular en 1994 donde relata, en un relato conmovedor en su dolorosa realidad, la apropiación de sus recuerdos como deportado y las razones por las que le fue imposible escribir después de su regreso de Buchenwald.

## Resumen y contenido
« [...] toda mi imaginación narrativa parecía magnetizada por el árido sol de Buchenwald, que brillaba como la llama del crematorio. Incluso en los relatos más remotos de la experiencia personal, donde todo era verdad porque yo lo había inventado y no porque lo hubiera vivido, el antiguo hogar estaba trabajando, incandescente o ardiendo bajo las cenizas. (Jorge Semprún - Adiós, luz de veranos...)
En este libro, Jorge Semprún recorre sus recuerdos, tantos acontecimientos que se suceden y chocan para finalmente dar sentido a su experiencia. "Cuanto más recuerdo, más se enriquece y diversifica la experiencia del pasado, como si la memoria no se hubiera agotado", escribe. La guerra civil que asoló España había terminado, y el joven se exilió en París a principios de 1939 para ser interno en el Liceo Henri-IV .
"Madrid había caído y yo estaba solo, fulminado por un rayo", recuerda, recordando a su vez la muerte prematura de su madre -apenas tenía nueve años-, la del poeta Antonio Machado, a quien su padre le había presentado, y su encuentro con una joven a la que le pareció "deslumbrante" pero a la que calificó de algo "destrozada" cuando la volvió a ver diez años después en un bar de Biarritz. En esta época, Semprún también escribió una obra de teatro sobre una joven "hermosa, inteligente y valiente", El regreso de Carola Neher. 
Pone las cosas en perspectiva y llega a la conclusión de que "la vida en sí misma, por sí misma, no es sagrada: tendremos que acostumbrarnos a esta terrible desnudez metafísica".
Luego se dedicó a la literatura, devorando a Charles Baudelaire pero también a autores como Arthur Rimbaud, Jean-Paul Sartre, Paul Nizan, André Malraux, Jean Giraudoux y Palude de André Gide.: apropiarse de la lengua francesa le permitió "enraizarse en el universo". Señala que "cuando me sedujeron los franceses, me sedujeron, pero la lengua española no dejó de ser mía. En resumen, desde el punto de vista del idioma, no me convertí en francés sino bilingüe. »
Es esta ambivalencia cultural y lingüística de la que se ocupa en otra obra titulada L'Algarabie .